# Maria João Rodrigues
Maria João Rodrigues (Lisboa, 25 de setembre de 1955) és una acadèmica i política portuguesa especialitzada en assumptes de política europea. Va ser ministra de Formació i Ocupació de Portugal al primer govern del primer ministre António Guterres (1995-1997). 
Peça clau en l'estratègia de Lisboa, ha estat experta en economia política de la UE i ha treballat sobretot com a assessora especial de polítics portuguesos i europeus, en particular de l'exprimer ministre Guterres, de diversos comissaris europeus i de l'expresident del Partit Socialista Europeu Poul Nyrup Rasmussen. El 2014 va ser escollida eurodiputada, integrant l'Aliança Progressista de Socialistes i Demòcrates, que la va triar com a vicepresident d'assumptes econòmics i socials.
El desembre de 2015 va ser nomenada membre del Consell d'Estat de Portugal.